# Miłocice (Miastko)
Miłocice (deutsch Falkenhagen, kaschubisch Miłocëce) ist ein Ort in der polnischen Woiwodschaft Pommern. Er gehört zur Gmina Miastko (Gemeinde Rummelsburg) im Powiat Bytowski (Bütower Kreis).

## Geographische Lage
Das Kirchdorf liegt in Hinterpommern, sechs Kilometer südsüdwestlich von Miastko (Rummelsburg) und 41 Kilometer südwestlich von Bytów (Bütow).
Bei dem Dorf liegt die höchste Erhebung des vormaligen Kreises Rummelsburg in Pommern: der Burgwallberg auf einer Höhe von 239 Metern über NN. In Ortsnähe entspringt die Zahne (polnisch: Czernica), ein Nebenfluss der Küddow (Gwda), in die sie nach 58 Kilometern mündet.

## Geschichte

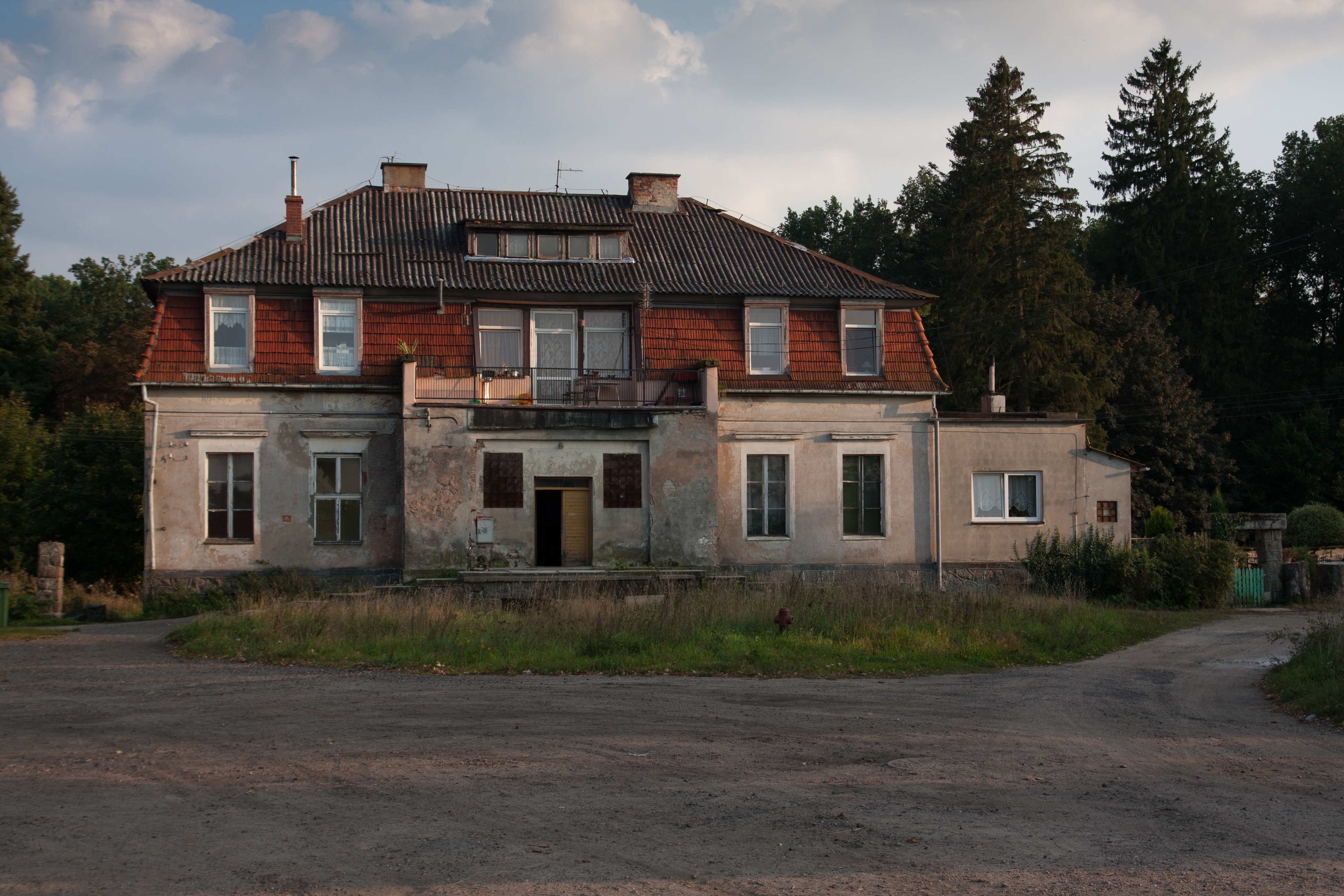
Ehemaliges Gutshaus Falkenhagen (2014)

Falkenhagen, südsüdwestlich von Rummelsburg, auf einer Landkarte von 1915

Falkenhagen, südsüdwestlich von Rummelsburg und nordöstlich von Baldenburg, auf einer Landkarte von 1910 (unterer Bildrand)

Der einstmals Falkenhagen genannte Ort wurde im Jahre 1411 das erste Mal urkundlich erwähnt. Das Dorf gehörte zu den ersten Gründungen des Deutschen Ritterordens im 15. Jahrhundert. Bereits 1415 brannte das Dorf mitsamt der Kirche nieder. Die Feldmark verwüstete und blieb bis zur Mitte des 16. Jahrhunderts wüst. In dieser Zeit gehörten Falkenhagen, Reinfeld und Heinrichsdorf der adligen Familie Grell.
Das Dorf wurde wieder aufgebaut und fand in der adligen Familie von Massow ihre Besitzer. 1781 erfolgte schon die Gemeinheitsteilung zwischen Guts- und Bauernland, die Regulierung der gutsherrlich-bäuerlichen Verhältnisse erfolgte 1822.
Falkenhagen hatte 1812 191 Einwohner. Die Einwohnerzahl stieg bis 1843 auf 367 und betrug 1871 bereits 592. Im Jahre 1874 wurde Falkenhagen Amtssitz und namensgebender Ort des neu errichteten Amtsbezirks Falkenhagen im Landkreis Rummelsburg i. Pom. im Regierungsbezirk Köslin der preußischen Provinz Pommern. Eingegliedert waren die Landgemeinden bzw. Gutsbezirke Falkenhagen, Hammer, Heinrichsdorf und Reinfeld. Der Amtsbezirk bestand bis 1945.
1910 bis 1911 wurde durch Walter Gropius ein Herrenhaus für Friedrich-Wilhelm von Arnim erbaut.
Am 1. Dezember 1913 wurden auf der 362,7 Hektar großen Gemarkungsfläche der Landgemeinde Falkenhagen dreißig viehhaltende Haushaltungen gezählt und auf dem 1240,3 Hektar umfassenden Gutsbezirk Falkenhagen fünfzig viehhaltende Haushaltungen.
Am 1. April 1927 hatte das Gut Falkenhagen eine Flächengröße von 553 Hektar, und am 16. Juni 1925 hatte der Gutsbezirk 178 Einwohner. Am 30. September 1928 wurde der Gutsbezirk Falkenhagen in die Landgemeinde Falkenhagen eingegliedert.
Anfang der 1930er Jahre hatte die Landgemeinde Falkenhagen eine Flächengröße von 16 km². Innerhalb der Gemeindegrenzen standen zusammen 73 bewohnte Wohnhäuser an 15 verschiedenen Wohnstätten:
1. Birkhof
2. Burgwallshof
3. Davidshof
4. Ellerkaten
5. Falkenhagen
6. Grünhof
7. Johannishof
8. Karlshof
9. Klein Fließhof
10. Marienhütte
11. Neu Fließhof
12. Neujägerhaus
13. Puppe
14. Steinhof
15. Wilhelmshof

Um 1935 gab es im Dorf Falkenhagen unter anderem einen Gasthof, ein Bankgeschäft, eine Branntweinbrennerei, die vom Gutsbesitzer v. Arnim betrieben wurde, eine Gemischtwarenhandlung, eine Molkerei, zwei Schmieden, eine Spiritusbrennerei, eine Stellmacherei und eine Tischlerei. Im Jahre 1939 zählte die Gemeinde Falkenhagen 581 Einwohner.
Die Landgemeinde Falkenhagen gehörte im Jahr 1945 zum Landkreis Rummelsburg im Regierungsbezirk Köslin der preußischen Provinz Pommern des Deutschen Reichs und war Sitz des Amtsbezirk Falkenhagen. Das Standesamt befand sich in Falkenhagen.
Gegen Ende des Zweiten Weltkriegs wurde Falkenhagen Anfang März 1945 von der Roten Aee besetzt. Danach wurde Falkenhagen zusammen mit ganz Hinterpommern von der Sowjetunion der Volksrepublik Polen zur Verwaltung überlassen. In der Folgezeit wurde die einheimische Bevölkerung von der polnischen Administration aus Falkenhagen vertrieben. Der Ortsname Falkenhagen wurde zu „Miłocice“ polonisiert.
Miłocice ist heute ein Ortsteil in der Stadt- und Landgemeinde Miastko im Powiat Bytowski der Woiwodschaft Pommern (1975 bis 1998 Woiwodschaft Stolp).

## Kirche

### Dorfkirche

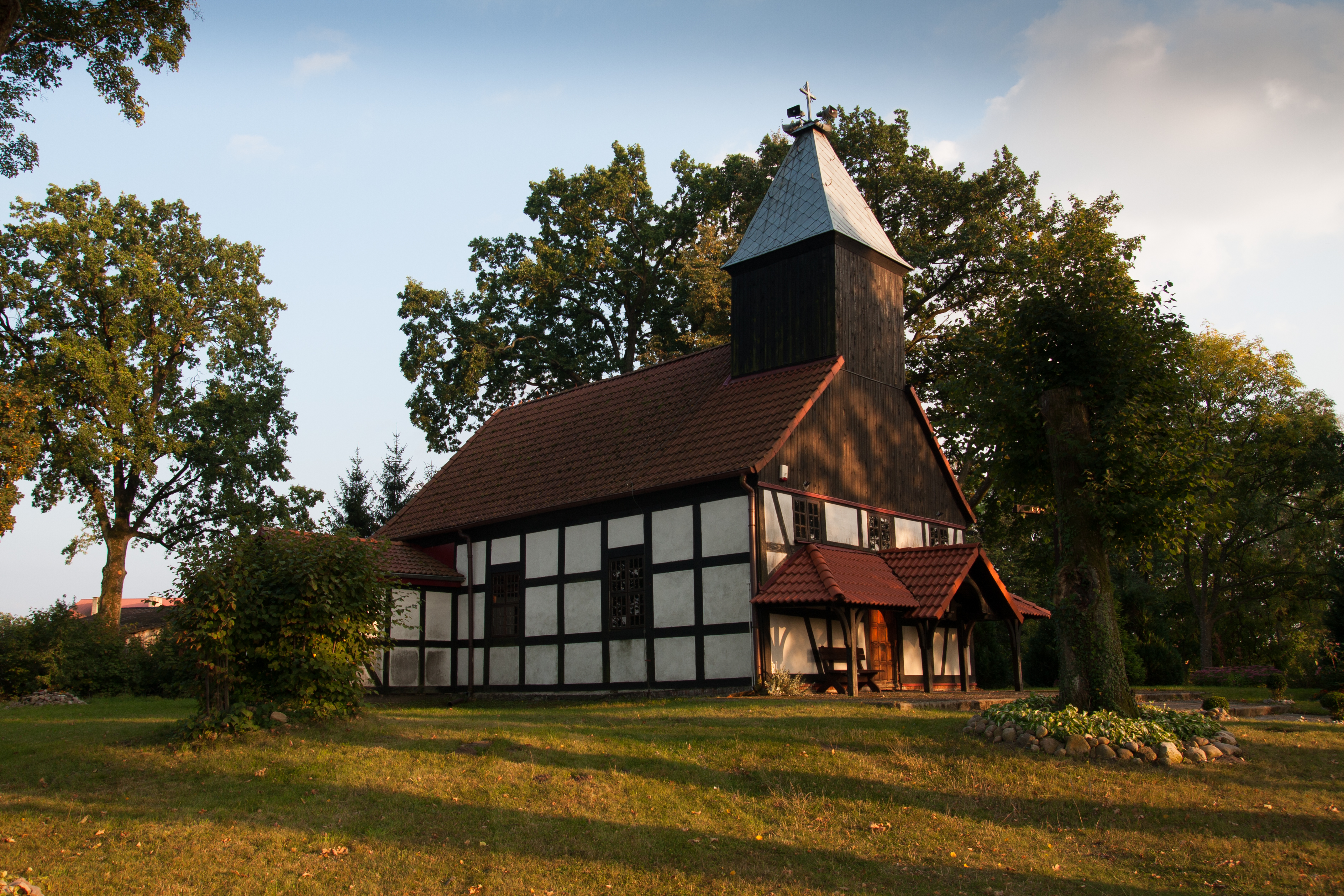
Dorfkirche, bis 1945 Gotteshaus der evangelischen Pfarrgemeinde Falkenhagen (2014)

Die jetzt noch erhaltene Fachwerkkirche stammt aus dem Jahre 1772.
Nach 1945 wurde das Kirchengebäude zugunsten der Römisch-katholischen Kirche in Polen zwangsenteignet.

### Kirchspiel bis 1945
Schon in vorreformatorischer Zeit war Falkenhagen ein Kirchdorf. Nach Einführung der Reformation war hier Pfarrer Gabriel Tham aus Köslin  der erste evangelische Geistliche. Im Jahre 1595 ermahnte Herzog Johann Friedrich in Stettin, die Kirche in Reinfeld abzuschaffen, damit die Falkenhagener Kirche leichter zu erhalten sei. Dagegen wehrten sich die zuständigen Patrone, woraufhin Reinfeld eine Tochtergemeinde von Falkenhagen bleiben durfte. Bis 1945 gehörte das Kirchspiel Falkenhagen mit der Kirche in Reinfeld zum Kirchenkreis Rummelsburg in der Kirchenprovinz Pommern der Kirche der Altpreußischen Union. Zuletzt zählte der Pfarrsprengel Falkenhagen 1277 Gemeindeglieder. Der Bestand an Kirchenbüchern reichte bis 1752 zurück.
Das katholische Kirchspiel war in Rummelsburg i. Pom.

### Kirchspiel seit 1946
Die hier seit 1945 und Vertreibung der Einheimischen lebende polnische Dorfbevölkerung ist größtenteils römisch-katholisch. Die polnischen Katholiken weihten die beschlagnahmte Kirche neu und machten sie zur Pfarrkirche der Pfarrei św. Michała Archanioła („Erzengel Michael“). Der Pfarrei zugeordnet sind die Kirche in Słosinko (Reinfeld) und das Dorf Wołcza Wielka (Groß Volz), wo die Katholiken die evangelische Kirche benutzen. Die Pfarrei gehört zum Dekanat Miastko im Bistum Koszalin-Kołobrzeg (Köslin-Kolberg) der Katholischen Kirche in Polen.
Hier lebende evangelische Kirchenglieder sind Teil der Kirchengemeinde in Wołcza Wielka (Groß Volz), die eine Filialgemeinde im Kirchspiel Koszalin (Köslin) in der Diözese Pommern-Großpolen der Evangelisch-Augsburgischen Kirche in Polen ist.

### Pfarrer (bis 1945)
Von der Reformation bis zum Jahre 1945 amtierten in Falkenhagen als Geistliche:
| - Gabriel Thamme, bis 1599 - Petrus Quackenburg, 1636 - Anton Backer, 1670, 1674 - Christian Willich, 1765–1704 - Petrus Laurentius Drave, 1705–1721 - Johann Jakob Heyn, 1721–1748 - Daniel Krohne, 1749–1750 - Johann Ludwig Vaternahm, 1750–1751 - Johann Friedrich Moritz, 1751–1754 - Christian Gottreich Procopius, 1754–1762 - Georg Gottfried Nemitz, 1762–1779 - Martin Jakob Schmidt, 1769–1775 - Georg Bogislaw Gottel, 1776–1777 - Gottlieb Rudolf Viktor Werckmeister, 1778–1779 - Johann Gottfried Neumann, 1779–1782 - Johann Gottlob Neumann, 1783–1795 | - Johann Martin Wolff, 1795–1822 - Vakanz, Vertretung durch Pfarramt Schwessin - Anton Backe, 1825–1837 - Johann Friedrich Kasischke, 1838–1854 - Heinrich Wilhelm Graffunder, 1854–1857 - Ernst Gottlieb Barts, 1857–1864 - Anton Eduard Friderici, 1864–1866 - Paul Johannes Hoffmann, 1866–1867 - Hermann Friedrich Nikolaus Ferdinand Ernst, 1867–1868 - Karl Georg Büge, 1868–1876 - Georg Wilhelm Keiper, 1876–1877 - August Julius Karl Müller, 1878–1883 - Karl Gustav Hugo Leistikow, 1884–1894 - Friedrich Koch, 1895–1928 - Siegfried Gurr, 1928–1936 - Georg Schulz, 1936–1945 |

Die zwischen 1825 und 1894 amtierenden Pfarrer wohnten in Rummelsburg und hatten dort die Zweite Pfarrstelle („Diakonat“) inne. Die Vereinigung Falkenhagens mit Rummelsburg bewährte sich jedoch nicht, und so wurde ab 1895 wieder ein eigener Geistlicher eingesetzt.

## Schule
Bereits 1718 wurde in Falkenhagen Winterschule gehalten. 1787 wurde ein einsturzgefährdetes Schulhaus erwähnt. 1813 gab es 25 Schulkinder. 1937 waren zwei Lehrter beschäftigt, die 72 Schülerinnen und Schüler unterrichteten. Im Ortsteil Marienhütte bestand 1937 eine Schule mit einem Lehrer und 53 Schulkindern.

## Verkehr
Durch den Ort führt die polnische Landesstraße DK 20 (Stargard (Stargard in Pommern) – Gdynia (Gdingen)), die hier auf der Trasse der ehemaligen deutschen Reichsstraße 158 (Berlin – Lauenburg in Pommern (Lębork)) verläuft.
Bahnanschluss besteht über die drei Kilometer östlich gelegene Bahnstation Słosinko (Reinfeld) an der Bahnstrecke Piła–Ustka (Schneidemühl–Stolpmünde). Bis 1945 war Reinfeld außerdem Endstation der Bahnstrecke Schlochau–Reinfeld (Człuchów–Słosinko).